# Nautilocalyx panamensis
Nautilocalyx panamensis là một loài thực vật có hoa trong họ Tai voi. Loài này được (Seem.) Seem. mô tả khoa học đầu tiên năm 1854.